# Coleophora brunneella
Coleophora brunneella é uma espécie de mariposa do gênero Coleophora pertencente à família Coleophoridae.